# Little Skerry
Little Skerry est une île inhabitée du Royaume-Uni située en Écosse. Malgré son nom, elle n'est pas la plus petite des îles des Pentland Skerries auxquelles elle appartient. Culminant à six mètres d'altitude, elle est baignée par le Pentland Firth, un détroit séparant l'île de Grande-Bretagne des Orcades, au sud-sud-est de Muckle Skerry.